# Большая Волчанка
Больша́я Волча́нка — река в Свердловской области России. Устье реки находится в 405 км от устья по правому берегу реки Сосьвы. Большая Волчанка берёт начало из болота Лих.
Длина реки составляет 66 км. Водосборная площадь — 525 км². Высота устья — 82 м над уровнем моря.

## Притоки
Впадают притоки:
- 7 км: Оньта
- 35 км: Чёрная
- 37 км: Заболотная
- 43 км: Макарьевка
- Малая Волчанка

## Происхождение названия
В источнике XVIII в. гидроним записан в формах Валча, Волча, поэтому можно предполагать его дорусское происхождение, а появление формы Волчанка результатом русификации названия.

## Населённые пункты

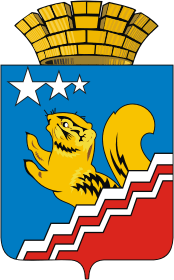
Река на гербе Волчанского городского округа

Город Волчанск строился в бассейне рек Малой Волчанки и Большой Волчанки. Малая Волчанка протекает через северную часть города. Большая Волчанка протекает вдоль южной окраины города и в настоящее время в районе горных работ разреза «Волчанский» ЗАО «Волчанский уголь» совмещена с нагорной канавой, куда осуществляются сбросы карьерных вод. Русло реки в этом районе неоднократно переносилось по мере отработки угольного месторождения.

## Данные водного реестра
По данным государственного водного реестра России, Большая Волчанка относится к Иртышскому бассейновому округу, водохозяйственный участок — Сосьва от истока до водомерного поста у деревни Морозково, речной подбассейн — Тобол, речной бассейн — Иртыш.
Код объекта в государственном водном реестре — 14010502412111200010110.